# Katja Flint

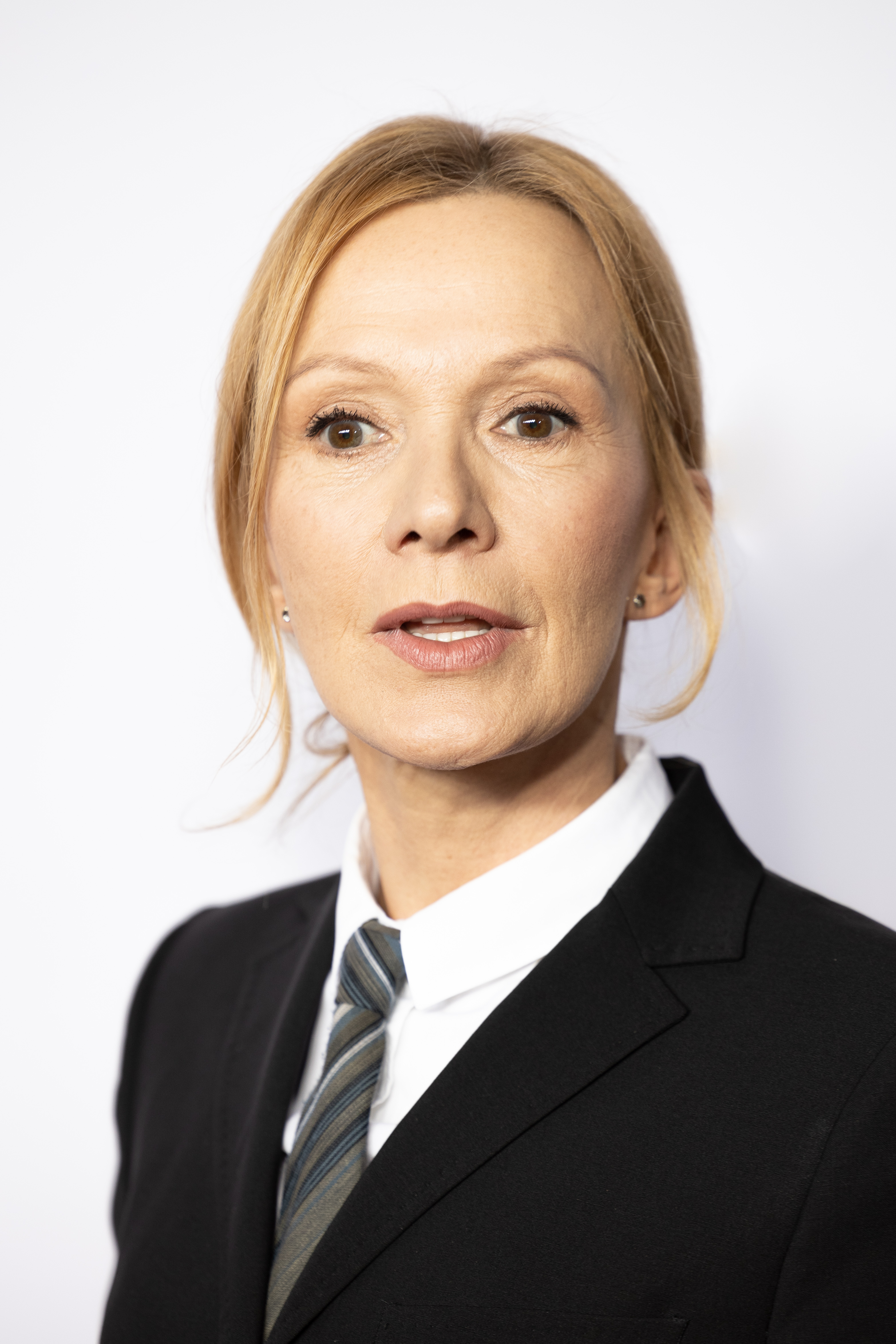
Katja Flint, 2020

Katja Flint (* 11. November 1959 in Stadthagen) ist eine deutsche Schauspielerin und Fotografin. Ihren Durchbruch hatte sie in Dominik Grafs Actionthriller Die Sieger. International wurde Flint durch ihre Rolle der Marlene Dietrich in Joseph Vilsmaiers Filmbiografie Marlene bekannt.

## Leben
Katja Flint wurde 1959 als Tochter eines Chemikers geboren. Sie hat zwei Geschwister. Ihr Bruder wurde Manager, ihre Schwester Modedesignerin. Sie wuchs von 1966 bis 1972 in Utah in den USA auf, in Deutschland machte sie ihr Abitur.
Ursprünglich wollte Flint Ärztin werden, erfüllte jedoch nicht den Numerus clausus und überbrückte die Wartezeit mit einer Ausbildung als Kosmetikerin. Im Anschluss daran absolvierte sie eine Visagistenschule und studierte Theaterwissenschaften, Jazz-Tanz und klassisches Ballett. Ab 1980 nahm sie drei Jahre lang Schauspielunterricht bei Professorin Margret Langen von der Otto-Falckenberg-Schule in München, wo sie u. a. am Residenztheater erste schauspielerische Erfahrungen sammelte.
Ihr Kinodebüt gab sie 1982 an der Seite von Thomas Gottschalk und Mike Krüger als Internatsschülerin in der Filmkomödie Piratensender Powerplay. Im Jahr 1983 folgte unter der Regie von Roland Suso Richter ihre erste Hauptrolle auf der Leinwand in dem Independent-Film Kolp, einem Schwarzmarkt-Jugenddrama aus dem Nachkriegsdeutschland. Es folgten u. a. die Kinofilme Vergeßt Mozart (1985), Der Stein des Todes (1987) und Der demokratische Terrorist (1992). Ihr Durchbruch als Filmschauspielerin gelang ihr 1994 an der Seite von Herbert Knaup in Dominik Grafs Actionthriller Die Sieger in der Rolle der Staatssekretärsehefrau Melba Dessaul. International bekannt wurde Flint 2000 als Marlene Dietrich in dem gleichnamigen Film von Joseph Vilsmaier, der mit dem Hollywood Film Award ausgezeichnet wurde. 2001 besetzte sie Oskar Roehler als Fee Jeanny in dessen fünften Spielfilm Suck My Dick.
Ferner spielte Flint in Fernsehproduktionen wie, Leo und Charlotte (1991), Regina auf den Stufen (1992), Der Venusmörder (1996), Ein großes Ding (1999), Vera Brühne (2001) und Rosa Roth (ebenfalls 2001). 2002 war sie in dem internationalen Zweiteiler Casanova – Ich liebe alle Frauen als Madame de Pompadour zu sehen. Für das Fernsehen entwickelte sie mit dem Schriftsteller Friedrich Ani sowie der Regisseurin und Autorin Nina Grosse die Figur Franziska Luginsland. Auch die Ginger aus Wie krieg ich meine Mutter groß? entstand nach einer Idee von Flint. Inzwischen wurde mit Väter Mütter Kinder eine weitere Geschichte um Ginger und ihre Patchwork-Familie gedreht. Im Kinofilm Die weiße Massai (2005) verkörperte Flint die Alkoholikerin Elisabeth, und bei einer Charakterstudie von Leander Haußmann die Lady Milford in seiner Theaterverfilmung von Kabale und Liebe (ebenfalls 2005). Daneben gastierte sie wiederholt in Krimireihen wie Ein starkes Team, Kommissar LaBréa, Nachtschicht und Marie Brand. Seit 2009 spielt sie beginnend mit der Fernsehkomödie Liebling, weck die Hühner auf an der Seite von Axel Milberg die Hauptrolle der brandenburgischen Beate Teuffel.
Seit 2014 beschäftigt sich Flint mit künstlerischer Fotografie. Zu ihrer ersten musealen Einzelausstellung in der Kunsthalle Rostock erschien im Februar 2019 im DISTANZ Verlag eine Monografie.
Katja Flint war von 1985 bis 2001 mit ihrem Schauspielkollegen Heiner Lauterbach verheiratet, den sie während der Dreharbeiten von Kolp kennenlernte. Das Paar, das sich bereits 1991 trennte, hat zusammen einen Sohn (* 1988). Mit dem Filmproduzenten Bernd Eichinger war sie fünf Jahre lang liiert. Von 2001 bis 2006 war sie die Lebensgefährtin des österreichischen Schriftstellers Peter Handke. Flint lebt in Berlin.

## Filmografie

### Kino
- 1982: Piratensender Powerplay
- 1984: Kolp
- 1985: Vergeßt Mozart
- 1986: Paradies
- 1986: Nur Frauen, kein Leben
- 1987: Der Stein des Todes (Death Stone)
- 1992: Der demokratische Terrorist
- 1994: Die Sieger
- 1994: Voll normaaal
- 1994: Du bringst mich noch um
- 1996: Das Mädchen Rosemarie
- 1997: Ballermann 6
- 1998: Widows – Erst die Ehe, dann das Vergnügen
- 1999: Straight Shooter
- 2000: Marlene
- 2001: Suck My Dick
- 2002: Olgas Sommer
- 2004: Pura Vida Ibiza
- 2005: Die weiße Massai
- 2006: Herzentöter
- 2007: Warum Männer nicht zuhören und Frauen schlecht einparken
- 2010: Zeiten ändern dich
- 2011: Die Superbullen
- 2021: Bekenntnisse des Hochstaplers Felix Krull

### Fernsehfilme
- 1984: Zinsen des Ruhms
- 1985: Zwischen den Zeiten
- 1987: Zwischen Himmel und Erde
- 1995: In uns die Hölle
- 1996: Der Venusmörder
- 1996: Lautlose Schritte
- 1996: Kreis der Angst
- 1997: Appartement für einen Selbstmörder
- 1997: Ende einer Leidenschaft
- 1998: Vickys Alptraum
- 1998: Annas Fluch – Tödliche Gedanken
- 1999: Ein großes Ding
- 2001: Vera Brühne
- 2002: Casanova – Ich liebe alle Frauen (Il Giovane Casanova)
- 2002: Der Solist – In eigener Sache
- 2002: Zwei Affären und eine Hochzeit
- 2003: Liebe und Verlangen
- 2004: Wie krieg ich meine Mutter groß?
- 2004: 21 Liebesbriefe
- 2004: Für immer und jetzt
- 2005: Kabale und Liebe
- 2006: Franziskas Gespür für Männer
- 2007: Mütter Väter Kinder
- 2008: Mord in aller Unschuld
- 2009: Stürme in Afrika
- 2009: Liebe und andere Gefahren
- 2009: Der verlorene Sohn
- 2009: Liebling, weck die Hühner auf
- 2009: Jenseits der Mauer
- 2010: Frösche petzen nicht
- 2011: Schandmal – Der Tote im Berg
- 2011: Jorinde und Joringel
- 2012: Heiraten ist auch keine Lösung
- 2013: Einfach die Wahrheit
- 2013: Das Paradies in uns
- 2015: Unverschämtes Glück
- 2015: Der Pfarrer und das Mädchen
- 2017: Anne und der König von Dresden
- 2017: Ich werde nicht schweigen
- 2017: Liebling, lass die Hühner frei
- 2018: Frankfurt, Dezember 17
- 2019: Die Freundin meiner Mutter

### Fernsehserien und -reihen
- 1984: Agentin mit Herz (Scarecrow and Mrs King) (Fernsehserie, Folge The Times They Are A-Changing)
- 1986–2016: Der Alte (Fernsehserie, verschiedene Rollen, 4 Folgen)
- 1986, 1992: Der Fahnder (Fernsehserie, verschiedene Rollen, 2 Folgen)
- 1987–1991: Ein Fall für zwei (Fernsehserie, verschiedene Rollen, 3 Folgen)
- 1990: Derrick (Fernsehserie, Folge Der Einzelgänger)
- 1991: Leo und Charlotte (Fernsehserie, 6 Folgen)
- 1991: Berlin Break (Fernsehserie, 26 Folgen)
- 1992: Regina auf den Stufen (Fernsehserie, 2 Folgen)
- 1992: Wolffs Revier (Fernsehserie, Folge Witwe in Weiß)
- 1994: Die Kommissarin (Fernsehserie, Folge Tödliches Souvenir)
- 1995: A.S. – Gefahr ist sein Geschäft (Fernsehserie, Folge Kidnapping)
- 1995: Tatort: Die schwarzen Bilder (Fernsehreihe)
- 1996: Schwurgericht – Bruder, ich brauche dein Blut (Fernsehreihe)
- 2001: Rosa Roth – Täusche deinen Nächsten wie dich selbst (Fernsehreihe)
- 2004: Pfarrer Braun: Der Fluch der Pröpstin (Fernsehreihe)
- 2006: Tatort: Kunstfehler (Fernsehreihe)
- 2007: Die ProSieben Märchenstunde (Fernsehserie, Folge Schneewittchen – 7 Zipfel und ein Horst)
- 2008: SOKO 5113 (Fernsehserie, Folge Das Urteil)
- 2008: SOKO Kitzbühel (Fernsehserie, Folge Kahlschlag)
- 2009: Ein starkes Team: Die Schöne vom Beckenrand (Fernsehreihe)
- 2010: Kommissar LaBréa – Mord in der Rue St. Lazare (Fernsehreihe)
- 2011: Nachtschicht – Ein Mord zu viel (Fernsehreihe)
- 2012: Marie Brand und das Lied von Tod und Liebe (Fernsehreihe)
- 2013: Verbrechen (Fernsehserie, Folge Summertime)
- 2014: Das Traumschiff: Perth (Fernsehreihe)
- 2014: SOKO Stuttgart (Fernsehserie, Folge Fenster zum Hof)
- 2014: Liebe am Fjord – Die Frau am Strand (Fernsehreihe)
- 2014: Ein starkes Team: Späte Rache (Fernsehreihe)
- 2016: Kommissarin Lucas – Schuldig (Fernsehreihe)
- 2018: Tatort: Der Turm (Fernsehreihe)

## Ausstellungen
- 2017: Gruppenausstellung Millerntorgallery#7 Hamburg
- 2019: Einzelausstellung Katja Flint „Eins“, Kunsthalle Rostock,
- 2019: Einzelausstellung Semjon Contemporary Berlin
- 2019: Diashow Art Cologne – UNLOCK Art by Zeitmagazin, Köln
- 2020: Einzelausstellung Galerie Neuheisel, Saarbrücken[4]
- 2021: Gruppenausstellung  XxX – 10 Jahre, Semjon Contemporary Berlin
- 2021: Gruppenausstellung Straßenbilder aus der Sammlung Freddy Langer, Museum Bensheim
- 2022: Gruppenausstellung RESET to START, Semjon Contemporary Berlin
- 2023: Gruppenausstellung POSITIONS – Berlin Art Fair, Semjon Contemporary Berlin
- 2023 Gruppenausstellung en face – Portrait + Portrait, Semjon Contemporary Berlin